# 7096 Napier
7096 Napier eller 1992 VM är en asteroid i huvudbältet som upptäcktes den 3 november 1992 av den australiensiske astronomen Robert H. McNaught vid Siding Spring-observatoriet. Den är uppkallad efter den skotske astronomen William M. Napier.
Asteroiden har en diameter på ungefär 5 kilometer.